# هنري كولر
هنري كولر (بالإنجليزية: Henry Kohler)‏ هو لاعب كرة قاعدة أمريكي، ولد في 5 مايو 1852 في بالتيمور في الولايات المتحدة، وتوفي بنفس المكان في 27 أغسطس 1934.

## وصلات خارجية
- هنري كولر على موقعبيزبول رفرنس.كوم (الدوري الرئيسي) (الإنجليزية)